# Manowar
Manowar (сокращение от Man of war; читается «Мэноуо́», МФА: [mænəwɔ:]) — американская хеви-метал-группа.
Группа известна воинской тематикой и эстетикой своих песен, приверженностью «истинному металу» (true metal) и частым обращением к скандинавской мифологии. По состоянию на 2019 год группа выпустила 11 студийных альбомов, 16 синглов, 4 сборника, а также 8 видеоальбомов. Manowar несколько раз становились обладателями рекорда Гиннесса как «самая громкая концертная группа мира».

## История группы

### Battle Hymns(1980—1982)
Manowar образовалась в апреле 1980 года на концерте Black Sabbath в Ньюкасле (Англия) после знакомства будущего гитариста группы Росса «Босса» Фридмена, который играл в разогревающей группе Shakin' Street, и басиста Джоуи Де Майо (на тот момент работавшего звукоинженером и пиротехником у Black Sabbath). Вокалистом группы стал школьный приятель Де Майо Эрик Адамс, а барабанщиком, после непродолжительных прослушиваний, — Карл Кэнеди.
Группа долго выбирала подходящее название и наконец остановилась на «Manowar». С одной стороны, в переводе это обозначает «воин», с другой — так по-английски назывался самый крупный корабль парусного флота, позднее это же название нередко применяли к линейному кораблю (c XVI в. по XIX в., Man-of-War, или Man of War, или Manowar, или Man). В этом составе в 1980 году было записано демо группы. Впоследствии именно по совету Де Майо в той же студии был записан и легендарный альбом Metallica Kill 'Em All. После записи демо Карл Кэнеди ушёл из Manowar в группу The Rods, и на его место пришёл американец польского происхождения Донни Хамзик. Он был нанят по объявлению в газете.
Регулярные выступления на восточном побережье США позволили группе заинтересовать в начале 1981 года менеджера Kiss Била Экойна, который устроил Manowar договор с не очень известной звукозаписывающей компанией Liberty Records. В 1982 году в знаменитой позже Criteria Studios в Майами был записан и выпущен дебютный альбом группы Battle Hymns. По звучанию он сильно напоминал смесь из Deep Purple и Black Sabbath. Все композиции альбома были написаны самим Джоуи, тексты были довольно незамысловатыми, а в записи композиции «Dark Avenger» читал текст известный голливудский кинорежиссёр Орсон Уэллс. Объём продаж был невысок, но альбом был неплохо воспринят критиками в Европе и Японии. В США дебют альбома прошёл совсем незаметно. В этом альбоме ещё не сформировался стиль группы, но уже была чётко сформирована идея — культ силы, Средневековье и викинги, а также «смерть ложным металлистам». Тогда же был создан логотип группы, оставшийся практически неизменным до сего дня (отход от обычной записи логотипа был совершён только на обложке альбома Sign of the Hammer (1984), где логотип стилизован под изображение, нанесённое через трафарет).
После выхода альбома Battle Hymns, летом 1982 из группы ушёл Донни Хамзик. Обычно это объясняют тем, что он не понимал музыку, которую играла его группа. На его место пришёл Скотт Коламбус. Скотт был одним из друзей Де Майо. Говорят, что сила его ударов по установке была настолько велика, что группе даже пришлось заказать стальную ударную установку. Тогда же группе предложили выступить на знаменитом ежегодном рок-фестивале в Рединге, однако за неделю до концерта владельцы Liberty Records расторгли контракт с группой, и выступление не состоялось. Группа продолжала давать клубные концерты и, в конечном счёте, добилась подписания договора с Music for Nations в Англии. Со стороны группы контракт был подписан кровью Росса Фридмена — в доказательство того, что они никогда не изменят однажды выбранному стилю — хеви-металу — и будут верны своим обещаниям до конца.

### Into Glory Ride(1983)
В это время и началась «скандальная» известность группы. Участники при первой же возможности осуждали множество коллективов, играющих, по их мнению, «фальшивый метал». Подобными обвинениями они осыпали множество групп, поскольку объектов для нападок на тот момент было достаточно. В 1983 году Manowar выпустили альбом Into Glory Ride и свой первый клип (на песню «Gloves of Metal»). Этот альбом рассматривают как доказательство того, что их музыка и есть настоящий метал. Все песни на этом диске являются классическими композициями в стиле хеви-метал, но с не совсем обычной тематикой.  После выпуска альбома группа отправилась в европейское и японское турне. Именно в это время у группы появилось большое количество поклонников.

### Hail to England,Sign of the Hammer(1984—1986)
В начале 1984 года для записи очередного альбома музыканты отправились в Канаду. Диск был назван Hail to England, что очень импонировало английской публике. Тексты отдельных композиций были мрачно-мистическими, напоминая стиль блэк-метал. Турне по Англии имело большой успех. Однако летом 1984 года Music for Nations объявили о расторжении контракта с группой под предлогом того, что они будут впредь работать только с английскими командами.
После этого музыканты заключили контракт с 10 Records, отметив сделку выпуском сингла «All Men Play on Ten» («Настоящие мужчины играют на 10»). В том же 1984 году на 10 Records вышел альбом Sign of the Hammer. Диск закрепил успех группы на европейском рынке.
В 1984 году Manowar попали в Книгу рекордов Гиннесса как самая громкая команда. (В 1994 году эта вершина была взята вновь, после того как группа выдала 129.5 децибел на выступлении в Ганновере.)
Вплоть до начала 1986 года группа находилась в мировом турне. Одним из самых значительных моментов того турне стали совместные выступления с Motörhead. Ходили слухи, что по возвращении группа начала работу над следующим альбомом, но когда он был уже записан, за день до отправки мастер-ленты на завод, в студии случился пожар и запись сгорела. После этого случая 10 Records якобы обанкротилась. Впоследствии музыканты (Ross «The Boss», визит в Москву) опровергли данные слухи.

### Fighting the World(1987)
В 1987 году Manowar заключили контракт с Atlantic Records и выпустили альбом Fighting the World (и клип на песню «Blow Your Speakers»), который по объёму продаж превысил все предыдущие работы группы. Композиция «Violence and Bloodshed» была посвящена войне во Вьетнаме. На обложке альбома показано особое приветствие фанатов Manowar — руки подняты над головой, одна рука сжата в кулак, вторая охватывает запястье первой.
В этом же году группа попала в Книгу рекордов Гиннесса как самая громкая группа в мире. Громкость звука на их концерте составляла 129,5 децибел. Группа использовала сделанное на заказ у Джона Стилвела оборудование. Колонки и усилители весили 10 тонн, занимали 12 метров в длину и свыше 6 метров в высоту. Вскоре после этого комитет Гиннесса прекратил учитывать подобные рекорды из-за опасности для здоровья слушателей. Панк-группа Gallows в 2007 году побила рекорд Manowar, добившись громкости в 132,5 децибел, но Книга Гиннесса его уже не учитывала.

### Kings of Metal(1988—1991)
С момента выхода Fighting the World и вплоть до сентября 1988 года группа находилась в непрерывных гастролях и смогла приступить к записи нового материала только по их окончании. Вышедший в 1988 году диск получил название Kings of Metal. Критики рассматривают его как классический образец хеви-метала. На нём присутствуют как баллады, так и быстрые и медленные композиции. Композиция «The Crown and the Ring (Lament of the Kings)» была записана в Соборе святого Павла в Бирмингеме с использованием церковного хора. Этот диск занял первые места во многих хит-парадах мира, но спровоцировал и волну критики; так, феминистки были возмущены сексистским текстом песни «Pleasure Slave», описывающим секс-рабыню. Эта композиция вышла только как бонус-трек к компакт-диску. Начиная с этого альбома, все обложки Manowar рисовал известный художник Кен Келли.
После выхода альбома из группы ушёл Росс Фридмен. Никаких личных разногласий в группе не было, причина была в разнице во вкусах. Росс решил играть более блюзовый вариант хард-рока, что в рамках Manowar было невозможно. Остальные музыканты понимали желание своего товарища и расстались с ним в самых тёплых чувствах. Заменой Фридмену стал гитарист Дэвид Шенкл, который до этого какое-то время играл с американскими рокерами из Chicago. С Manowar он познакомился в процессе работы над Fighting the World и с той поры не терял с ними контакта.
Последующие два года группа занималась исключительно гастрольной деятельностью. По окончании гастролей у музыкантов было много идей для записи следующего альбома. В этот момент коллектив покинул барабанщик Скотт Коламбус. Официальной причиной была названа болезнь сына, однако в 2008 году сам Коламбус заявил, что это ложь: «Я могу сказать вам и всему миру, что мой сын никогда не болел» (I can just tell you and the world that my son was never sick)). На замену ему пришёл Кенни Эрл Эдвардс по прозвищу Райно (англ. Rhino).
Почти сразу после принятия в группу Райно сжёг свою старую ударную установку, и Скотт передал ему свою. В это время очень активно развивались такие направления музыки, как гранж и альтернатива. В связи с этим руководство Atlantic Records попросило группу сделать альбом чуть-чуть поспокойнее.

### The Triumph of Steel(1992—1995)
В 1992 году вышел альбом The Triumph of Steel, который начинался получасовой композицией «Achilles, Agony and Ecstasy» по мотивам Илиады Гомера. После выхода альбома стало ясно, что группа не прислушалась к просьбе Atlantic Records и сделала альбом в том же стиле, что и все предыдущие.
В 1993 году у Manowar закончился договор с Atlantic Records, и они перешли на Geffen Records, где сразу был выпущен бокс-сет The Secrets of Steel, содержащий два классических альбома Into Glory Ride и Hail To England, а также 20-минутную видеобиографию группы. В 1994 год Atlantic Records без обсуждения с группой выпустила сборник лучших песен — The Hell of Steel — в котором в качестве бонуса вышла песня «Heart of Steel» на немецком языке. Об этом сборнике басист Джоуи Де Майо отозвался так: «Этот сборник хорош тем, что даёт слушателю возможность узнать весь спектр песен Manowar, от медленных до самых быстрых. Плох этот сборник тем, что он ужасен. Включить в сборник песню „The Warrior’s Prayer“ и не включить „Blood of the Kings“ мог только идиот».

### Louder Than Hell(1996—2000)
После очередных гастролей из группы ушёл Дэвид Шенкл, чтобы продолжить обучение. В настоящее время он является авторитетным преподавателем игры на гитаре и основателем собственной школы. На его место был взят Карл Логан.
В группу Карла Логана привёл Джоуи Де Майо. Существует несколько версий того, где они познакомились: по одной из версий это произошло на встрече байкеров, по другой — в магазине мотоциклов «Харли-Дэвидсон» и аксессуаров к ним. Так или иначе, Карл Логан упоминал в Hell on Earth Part I, что он познакомился с Джоуи Де Майо, чуть не сбив его на мотоцикле. Также в группу вернулся Скотт Коламбус. В таком составе в 1996 году они выпустили альбом Louder Than Hell. На фоне всего диска выделялась эпическая композиция «Today Is a Good Day to Die». Также был выпущен клип на песню «Return of the Warlord». Клип был несколько раз показан на MTV, несмотря на то, что в те времена этот телевизионный канал уже перестал заниматься раскруткой рок-музыки.
После выпуска альбома последовало очередное турне. Группа решила начать его со стран Южной Америки, в которых она ещё не играла. После этого группа отправилась в турне по Европе, названное Hell on Wheels, по окончании которого был выпущен первый в истории коллектива двойной концертный альбом, названный так же, как и турне. Группа не просто записала один из концертов, — каждая песня была записана в конкретном городе и конкретной стране. В это время японская компания Teichiku, заведовавшая выпуском альбомов группы в Японии, издала видеосборник, в котором были собраны все клипы группы, сделанные на протяжении её карьеры: «Gloves of Metal», «Blow Your Speakers», «Courage» (концертный вариант с турне Hell on Wheels), двадцатиминутная нарезка MTV с турне 1992 года и интервью с Де Майо и Адамсом, «Metal Warriors» и «Return of the Warlord». Однако в Японии Manowar так и не выступили.
После окончания турне Hell on Wheels группа направилась в очередное турне Hell on Stage. Одновременно с турне группа решила в очередной раз сменить звукозаписывающую компанию на самый крупный в то время метал-лейбл Nuclear Blast, главный офис которого находился в Германии. По окончании гастролей группа выпустила второй концертный альбом, названный по имени турне Hell on Stage. Причиной подобного хода было то, что многие фанаты не услышали в предыдущем концертном альбоме многие классические композиции группы и обращались к музыкантам с просьбами издать ещё один «живой» диск. В Германии, Испании, Португалии и Франции Hell on Stage выходил с бонус-диском (Live in …) для конкретной страны соответственно. Кроме того, у Manowar появилась идея издать видеоретроспективу своей деятельности за последние четыре года (начиная с 1996 года). Так появилась первая двухчасовая часть Hell on Earth летом 2000 года.
В 1999 году в рамках тура Monsters of the Millennium Manowar посетили Россию. Было проведено три концерта 2 декабря в Санкт-Петербурге в ДС «Юбилейном», зал вмещал 5 000 человек, а также 4 и 5 декабря в Москве в ДК им. Горбунова — по 2 200 человек.

### Warriors of the World(2001—2003)
Весной 2002 года вышел сингл «Warriors of the World United». В этом же году Manowar выпустили альбом Warriors of the World, в который, кроме песен группы, вошли каверы на арию Nessun dorma из оперы «Турандот» и «An American Trilogy» из репертуара Элвиса Пресли. В поддержку альбома группа отправилась в очередное мировое турне под названием Gods of War.
После этого 18 ноября 2002 года группа выпустила мини-альбом Dawn of Battle, содержащий три композиции: «The Dawn of Battle», «I Believe» и «Call to Arms».
2 декабря 2002 года группа выпустила видеоальбом Fire and Blood, включающий в себя «Hell On Earth Part II» и «Live in Germany».

### Gods of War(2004—2008)
В 2004 году группа рассталась с Nuclear Blast. Джоуи Де Майо основал собственную записывающую компанию Magic Circle Music, которая начала издавать диски Manowar. На этот же лейбл вскоре перешли их партнёры по турам, группа Rhapsody.
25 июля 2005 года была выпущена онлайн-версия сингла «King of Kings», содержащая песни «The Ascension» и «King of Kings», которые затем войдут в альбом Gods of War.
27 февраля 2006 года группа выпускает мини-альбом The Sons of Odin.
Запись десятого номерного альбома Manowar была задержана из-за того, что в период студийных сессий гитарист группы Карл Логан на своём мотоцикле попал в аварию и повредил локоть. Ранения были столь серьёзными, что могли привести к повреждению нерва, а это бы означало конец его музыкальной карьеры. Однако после месяцев болезненной реабилитации гитарист выздоровел и сейчас заявляет, что никогда прежде не играл так хорошо.
23 февраля 2007 года на лейбле Magic Circle Music у группы вышел концептуальный альбом Gods of War. Тексты альбома, предполагающегося как первый в серии концептуальных альбомов, посвящён богам скандинавской мифологии, преимущественно Одину. В Gods of War группа показала заметное влияние симфо-метала, из 16 его треков значительную часть составляют инструментальные и текстовые интерлюдии, исполненные с использованием хоров, клавишных и оркестра.
Сразу после выхода альбома группа отправилась в тур «Демоны, драконы и воины» (Demons, Dragons and Warriors) совместно с группами Rhapsody и HolyHell. В рамках этого тура группа посетила 13 городов. В апреле 2007 года Manowar выступили в Москве во дворце спорта «Лужники».
6 и 7 июля 2007 года прошёл Magic Circle Festival, организованный собственным лейблом Manowar Magic Circle Music. Выступления Manowar на фестивале проходили оба дня. Помимо Manowar на фестивале выступали группы Gamma Ray, Majesty, Holyhell, Stormwarrior, Messiah's Kiss, David Shankle Group, Lion's Share, Heavenly.
23 ноября 2007 года состоялось бесплатное выступление группы в Гамбурге, посвящённое выходу DVD Magic Circle Festival Volume I. Выступление было коротким и содержало только 9 песен. Место ударника на этом концерте занял Райно, так как Скотт Коламбус не смог прилететь из США.
В конце 2007 года группа исполнила рождественскую песню «Silent Night». Запись была выложена на сайте группы для свободного скачивания как подарок фанатам на Рождество. Позже эта запись выкладывалась повторно в 2008 году.
В апреле 2008 года группу покинул барабанщик Скотт Коламбус из-за профессиональных разногласий с Джоуи Де Майо. Первую половину года его заменял Райно, а затем за ударные сел Донни Хамзик. До июня 2010 года на официальном сайте группы Коламбус числился как действующий участник группы. Другие музыканты заявляли, что Коламбус не может принимать участие в концертах в связи с личными причинами.
5 июля 2008 года в городе Каварне Manowar установили новый рекорд по продолжительности хеви-метал-концерта. Выступление длилось пять часов и одну минуту. Рекорд был зафиксирован представителями Книги рекордов Гиннесса.
К двадцатилетию с момента выхода альбома Kings of Metal группа провела The Kings Of Metal 20th Anniversary Event, которое состоялось на Magic Circle Festival 2008. Выступление Manowar длилось 2 дня (из четырёх, которые длится фестиваль), за которые группа исполнила все свои первые 6 альбомов целиком. Также на этом фестивале 12 июля Manowar установили новый рекорд по громкости звука на концерте. Перед концертом зрителей предупредили об опасности для здоровья и предложили купить затычки для ушей. Во время проведения саундчека был зарегистрирован уровень звука в 139 дБ.

### The Asgard Saga(2008—2010)
На фестивале Magic Circle Festival 2008 Джоуи Де Майо заявил, что премьера нового альбома группы будет на фестивале в следующем году. Альбом будет продаваться вместе с книгой в жанре фэнтези, написанной специально для этого альбома. Автором книги выступит немецкий писатель Вольфганг Хольбайн. Также в планах снять по этой книге фильм и создать видеоигру. На этом же фестивале было бесплатно роздано 20 000 копий сингла Manowar «Die with Honor».
В апреле 2009 года группой был анонсирован проект The Asgard Saga. Как было заявлено, это не просто альбом, а целый медиапроект, включающий в себя книги, фильм, серию концертов с представлениями и ролевыми играми, а также интерактивный веб-сайт. Премьера и выход первой книги были намечены на 18 июля 2009 года, на третьем фестивале Magic Circle. 13 июня 2009 года в рамках этого проекта вышел мини-альбом группы Thunder In The Sky, в который была включена песня «Father» на 16 языках. Было объявлено, что выход полноформатного альбома под названием Hammer of the Gods запланирован на конец 2009 года.
Выступления на летних фестивалях 2009 года были объединены в тур под названием Death To The Infidels, и в рамках этого тура Manowar в третий раз посетили Россию. На этом турне в качестве группы разогрева Джоуи Де Майо пригласил казахскую рок-этно-группу «Улытау».
23 ноября 2009 года Manowar анонсировала проект Metal On Demand, благодаря которому напрямую из интернета за определённую плату предлагалось скачать видео групп, входящих в ростер лейбла Magic Circle Music. Первым таким видео стал Hell On Earth V, который в виде DVD вышел 5 декабря.
24 декабря, в канун Рождества, версии песни «Father» на шведском и русском языках были бесплатно выложены для скачивания на сайте официального магазина группы.
В октябре 2010 года Джоуи Де Майо официально подтвердил, что в данный момент группа записывает обновлённую версию альбома Battle Hymns. Партию Орсона Уэллса в песне «Dark Avenger» исполнит актёр Кристофер Ли.
8 октября Джоуи Де Майо сообщил, что Донни Хамзик официально вернулся в группу, и в связи с этим участники группы пересмотрели свои взгляды на написание песен, и все написанные ранее для альбома Hammer of the Gods песни не будут использоваться и никогда больше не будут услышаны. Альбом будет записываться заново.
4 апреля 2011 года Скотт Коламбус скончался в возрасте 54 лет. Причина смерти, согласно заявлению Терезы, дочери Скотта — самоубийство. Мемориал Скотту на Facebook

### The Lord of Steel(2012)
Одиннадцатый номерной альбом группы The Lord of Steel впервые увидел свет 16 июня 2012 года эксклюзивно через iTunes и через собственный интернет-магазин группы The Kingdom of Steel. В тот же день британский журнал Metal Hammer выпустил специальный «Стальной номер» (#233), который включает CD и цифровую копию альбома.

### The Final Battle(2015 — наше время)
В 2017 году Manowar отправились в тур The Final Battle для того, чтобы попрощаться со своими фанатами. В рамках данного тура также было посещено 9 городов России. Донни Хамзика на время этого и последующих турне заменил бразильский барабанщик Маркус Кастеллани.
В ноябре 2018 года гитарист Карл Логан был обвинён в скачивании и хранении детской порнографии, арестован, и признал свою вину. В связи со скандалом его работа с группой была прекращена. Место Логана занял молодой бразилец И-Ви Мартел (настоящее имя Эвандро Моралес), поклонник Manowar с детства, ранее игравший в кавер-группе Kings of Steel. Тогда же новым барабанщиком группы стал Андерс Юханссон (экс-HammerFall).
В 2019 году Manowar анонсировали выход 3 мини-альбомов, песни из которых войдут в их грядущий альбом. Первый из них, The Final Battle I, вышел 30 марта 2019 года.

## Влияние и стиль
Музыку Manowar обычно относят к жанру хеви-метал, и сами участники группы неоднократно заявляли о том, что их музыка и есть самый настоящий хеви-метал. Тем не менее, как по звучанию, так и по тематике группа несколько отличается от многих других представителей этого жанра (таких как Iron Maiden, Judas Priest, Motörhead). Некоторые критики (в частности, журнал Metal Hammer) считают, что Manowar основали собственный музыкальный стиль тру-метал (true metal) на основе хеви-, спид- и пауэр-метала.
Несмотря на американское происхождение команды, Manowar сильно повлияли на зарождение скандинавской сцены викинг-метала — стиля, характеризующегося торжественно-эпическим звучанием с элементами классики и текстовой составляющей на основе скандинавской мифологии. Большое влияние на собственное творчество Manowar времён Into Glory Ride отмечал Quorthon, который в одном из интервью сказал, что «только Manowar и Bathory могут создавать в музыке варварскую атмосферу», а лидер Immortal «Аббат» рассказывает, что был фанатом альбома Into Glory Ride.
Основной автор музыки и текстов в группе Джоуи Де Майо говорит, что он начал играть под влиянием таких групп, как Led Zeppelin, Black Sabbath, Deep Purple. Можно предположить, что эти группы оказали большое влияние на формирование музыкальных предпочтений Де Майо. В настоящее время он утверждает, что ему нравятся группы Nightwish, Hammerfall, Candlemass. Ему очень нравится классика, особенно Вагнер, церковная музыка, а также ранняя Metallica. Также Де Майо называет себя большим поклонником американских психо-хард-рок-группы Blue Oyster Cult, группы, «которая создала хеви-металл в Америке» («у нас не было Black Sabbath, не было Deep Purple, зато были Blue Oyster Cult»), но никакого влияния этой группы в музыке самих Manowar проследить нельзя. Зато Росс «Босс» после ухода из Manowar стал участником одной группы с бывшим ударником Blue Oyster Cult.

### Кинематограф
Группа Manowar дважды привлекалась к написанию саундтреков к фильмам. Впервые коллектив был приглашён для записи музыки к фильму El Gringo, во второй — к картине Soldiers.

### Кавер-версии песен Manowar
Песни Manowar неоднократно исполнялись другими метал-группами:
- Шведская дет-метал-группа Edge of Sanity в альбоме The Spectral Sorrows (1993) записала кавер на песню «Blood of My Enemies». Позже этот кавер вошёл в сборник Evolution (1999).
- Американская группа Anal Cunt выпустила альбом 40 More Reasons to Hate Us (1996) содержащий кавер на песню «Gloves Of Metal».
- Группа «Ария» исполнила песню «Return of the Warlord» для альбома каверов Tribute to Harley-Davidson (1999), посвящённого мотоциклам и байкерам. Песня была переведена на русский язык Маргаритой Пушкиной и в русской версии называется «Пробил час».
- Симфо-метал-группа Therion для сборника Crowning of Atlantis (1999) записала песню «Thor the Powerhead». В оригинале эта песня вышла у Manowar в альбоме Sign of the Hammer (1984).
- В 2000 году в Италии вышел альбом каверов The Religion of Steel, записанный местными группами.
- Шведская дет-метал-группа Arch Enemy на EP Dead Eyes See No Future (2004) записала кавер на песню «Kill with Power».
- Фолк-рок-группа «Мельница» записала кавер на песню «Master of The Wind» для EP Master of The Mill (2004), выпущенного ограниченным тиражом.
- В 2004 году вышел альбом каверов Russian Tribute to Manowar, записанный российскими метал-группами. В нём приняли участие «Чёрный Обелиск», Rossomahaar, Adolf Castle, «Коррозия металла», Krüger и другие.
- Rhapsody of Fire записали кавер-версию песни «Power of Thy Sword» (2005). Эту версию также исполняли вживую во время совместных туров с Manowar.
- Последняя песня в альбоме Revenge (2005) группы Paragon — кавер на песню «The Gods Made Heavy Metal».
- Украинская метал-группа Сокира Перуна в альбоме «…і мертвим, і живим, і ненародженим…» записала кавер-версию песни «Swords in the Wind» на украинском языке (2006).
- Шведская хеви-пауэр-метал группа Sabaton в 2014 году выпустила альбом Heroes, в специальном издании на диджипаке которого есть бонус-трек «Man Of War», который является трибьютом творчеству группы, состоящий из строк из песен самого Manowar’a. Также в 2021 году Sabaton выпустили кавер-версию песни Kingdom Come.
- Финская группа Teräsbetoni исполняла кавер «Metal Warriors» на своих концертах.
- В разных странах существуют ряд трибьют-групп, исполняющих песни Manowar. Среди них — Demon’s Whip (Италия), Kings of Metal (США). Manowar являются основным объектом пародийных каверов группы Nanowar, само название которой — пародия («Боевые дедушки»). Репертуар немецкой fun metal группы J.B.O. включает песню «Verteidiger des Blödsinns», пародирующую стиль Manowar в целом. Аналогичная песня («Боги хеви-метала») есть и у российской группы «Införnal Fuckъ».
- Также каверы на песни Manowar исполняли группы Antisystem, Barathrum, Beatsteaks, Christanasia, Crisis De Fe, Dark Horizon, Dark Avenger, DeathbloW, Debauchery, Die Apokalyptischen Reiter, Driftingmines, Eizo Sakamoto, Funeris Nocturnum, Hades Almighty, Highlord, J.B.O., Kaledon, Liar Symphony, Logar's Diary, Majesty, Mesmerize, Metal Warriors, Moonblood, Mystery Blue, Mystic Prophecy, Nameless Crime, E.C.L.I.P.S.E, Necromantia, Overkill, Powergod, Power Symphony, Rapalje, Rhapsody of Fire, Rosae Crucis, Rangers of the River, Seven Witches, Skyforger, Solstice, Squadron, Stardrowned, Tankard, The Lord Weird Slough Feg, Thunderstone, Twisted Tower Dire, Ultra Vomit, Van Canto, Wicked Child, Wyvern, Children of Bodom и Shadofsents.

## Состав
| Настоящие участники - Джоуи Де Майо — бас, гитары, клавишные, классическая гитара (1980 — н. в.) - Эрик Адамс — вокал (1980 — н. в.) Участники лайв-бенда - Майкл Анджело Батио — гитары (2022 — н. в.) - Дэйв Чедрик — ударные (2022 — н. в.) | Бывшие участники - Карл Кэнеди — ударные (1980—1981) - Росс «Босс» Фридмен — гитары, клавишные (1980—1989) - Донни Хамзик — ударные (1981—1983, 2009—2017) - Скотт Коламбус — ударные (1983—1991, 1994—2008; умер в 2011-м) - Дэвид Шенкл — гитары (1989—1994) - Кенни Эрл «Райно» Эдвардс — ударные (1991—1994, 2008—2009) - Карл Логан — гитары, клавишные, классическая гитара (1994—2018) Бывшие участники лайв-бенда - Маркус Кастеллани — ударные (2017—2019) - И-Ви Мартел — гитары (2019—2022) - Андерс Юханссон — ударные (2019—2022) |

Временная шкала

## Дискография

### Студийные альбомы
- 1982 — Battle Hymns
- 1983 — Into Glory Ride
- 1984 — Hail to England
- 1984 — Sign of the Hammer
- 1987 — Fighting the World
- 1988 — Kings of Metal
- 1992 — The Triumph of Steel
- 1996 — Louder Than Hell
- 2002 — Warriors of the World
- 2007 — Gods of War
- 2012 — The Lord of Steel

#### Перезаписанные альбомы
- 2010 — Battle Hymns MMXI
- 2014 — Kings of Metal MMXIV

### Концертные альбомы
- 1997 — Hell on Wheels
- 1999 — Hell on Stage
- 2007 — Gods of War Live

### Сборники
- 1992 — Manowar Kills
- 1994 — The Hell of Steel: Best of Manowar
- 1997 — Anthology
- 1998 — The Kingdom of Steel
- 1998 — Steel Warriors

### Мини-альбомы
- 2002 — Dawn of Battle[англ.]
- 2006 — The Sons of Odin
- 2009 — Thunder in the Sky
- 2013 — The Lord of Steel Live
- 2019 — The Final Battle I
- 2022 — Highlights from the Revenge of Odysseus

### Синглы
- 1983 — «Defender»
- 1984 — «All Men Play on Ten»
- 1987 — «Blow Your Speakers»
- 1988 — «Herz Aus Stahl» («Heart Of Steel»)
- 1992 — «Metal Warriors»
- 1993 — «Defender» (remixed)
- 1996 — «Return of the Warlord»
- 1996 — «Courage»
- 1996 — «Courage Live»
- 1996 — «Number 1»
- 1998 — «Live in Spain»
- 1998 — «Live in Portugal»
- 1998 — «Live in France»
- 1998 — «Live in Germany»
- 2002 — «Warriors of the World United»
- 2002 — «An American Trilogy» / «The Fight for Freedom»
- 2002 — «The Dawn of Battle»
- 2005 — «King of Kings»
- 2009 — «Thunder in the Sky»

### Видеоальбомы
- 1997 — Secrets of Steel
- 2000 — Hell on Earth Part I
- 2002 — Fire and Blood
- 2002 — Warriors of the World United
- 2003 — Hell on Earth Part III
- 2005 — Hell on Earth Part IV
- 2006 — The Day the Earth Shook – The Absolute Power
- 2007 — Magic Circle Festival Volume 1
- 2008 — Magic Circle Festival Volume 1
- 2009 — Hell on Earth Part V

### Видеоклипы
- 1983 — «Gloves of Metal»
- 1987 — «Blow Your Speakers»
- 1992 — «Metal Warriors»
- 1996 — «Return of the Warlord»
- 2002 — «Warriors of the World»
- 2002 — «I Believe»
- 2007 — «Die for Metal»